# Đại gia chân đất
Đại gia chân đất là series phim hài Tết nổi tiếng của Bình Minh Film do nghệ sĩ Trần Bình Trọng làm đạo diễn. Bộ phim được ra mắt từ năm 2011 cho đến tận ngày nay với có sự quy tụ của hàng loạt danh hài có tên tuổi như Trung Hiếu, Quang Tèo, Bình Trọng, Chiến Thắng, Công Lý,...
Riêng phần 1 được sản xuất bởi 3T Film và phát hành VCD và DVD bởi Hồ Gươm Audio - Video ngày 23 tháng 12 năm 2010, sau đó chuyển nhượng cho Bình Minh Film phát hành trên Youtube ngày 1 tháng 2 năm 2016.

## Nội dung
Phim hài Tết "Đại gia chân đất" xoay quanh câu chuyện của ông Tích do NSND Trung Hiếu thể hiện và ông Sự do NSƯT Tiến Quang hóa thân. Đây là hai người bạn thân, đồng thời là thông gia của nhau. Mạch phim phát triển từ sự ảo tưởng của ông Tích và ông Sự, hai người nông dân "chân đất" luôn tự cho mình là "đại gia". Bản tính háo sắc, khoác lác cộng với trình độ hiểu biết kém đã khiến hai người bạn phải đối mặt với nhiều tình huống bẽ bàng. 

## Diễn viên
| Trung Hiếu  | Văn Tích | Văn Tích  | Văn Tích      | Văn Tích | Văn Tích      | Văn Tích            | Văn Tích  | Văn Tích  | Văn Tích  | Văn Tích  | Văn Tích  | Văn Tích  | Văn Tích  | Văn Tích    | Văn Tích  |   |   |   |   |   |   |   |   |   |   |   |   |
| Quang Tèo   | Công Sự  | Công Sự   | Công Sự       | Công Sự  | Công Sự       | Công Sự             | Công Sự   | Công Sự   | Công Sự   | Công Sự   | Công Sự   | Công Sự   | Công Sự   | Công Sự     | Công Sự   |   |   |   |   |   |   |   |   |   |   |   |   |
| Bình Trọng  | Vá xe    | Thõn      | Bét tè lè nhè | Đức      | Tò            | Xếp Babaslanca      | Văn Đoành | Văn Đoành | Văn Đoành | Văn Đoành | Văn Đoành | Văn Đoành | Văn Đoành | Văn Đoành   | Văn Đoành |   |   |   |   |   |   |   |   |   |   |   |   |
| Chiến Thắng | x        | Thầy cúng | Nhụt si tình  | MC       | Ông thông gia | Tun                 | x         | x         | x         | x         | x         | x         | x         | x           | x         | x |   |   |   |   |   |   |   |   |   |   |   |
| Thanh Hương | x        | x         | x             | x        | Mượt          | x                   | Mộng      | x         | Mượt      | Hằng nga  | Mượt      | x         | Mượt      | x           | Mượt      |   |   |   |   |   |   |   |   |   |   |   |   |
| Hiệp Gà     | x        | x         | x             | x        | x             | x                   | x         | x         | x         | x         | x         | x         | x         | Hiệp Gà     | Văn Cương |   |   |   |   |   |   |   |   |   |   |   |   |
| Công Lý     | x        | x         | x             | x        | x             | Trưởng ban giải trí | x         | x         | x         | x         | x         | x         | x         | x           | x         | x |   |   |   |   |   |   |   |   |   |   |   |
| Chí Trung   | x        | x         | x             | x        | x             | x                   | x         | x         | x         | x         | x         | x         | x         | x           | Chí       |   |   |   |   |   |   |   |   |   |   |   |   |
| Hoàng Hải   | x        | x         | x             | x        | x             | x                   | x         | x         | x         | x         | x         | x         | x         | Hải bao tải | x         | x | x | x | x | x | x | x | x | x | x | x | x |
| Trần Hạnh   | x        | x         | x             | x        | x             | x                   | Cụ Thầy   | x         | x         | x         | x         | x         | x         | x           | x         | x | x |   |   |   |   |   |   |   |   |   |   |
| Văn Hiệp    | Bố Sự    | x         | x             | x        | x             | x                   | x         | x         | x         | x         | x         | x         | x         | x           | x         | x | x | x | x | x | x |   |   |   |   |   |   |

## Sản xuất
Bắt đầu phát hành từ năm 2011, "Đại gia chân đất" có thể được xem là series phim hài Tết được đầu tư với quy mô rất lớn và dài hơi nhất từ trước đến nay. Hiện tại tính đến năm 2025, Đại gia chân đất đã ra mắt công chúng được 15 phần phim.
Bộ phim mặc dù vô cùng hot mỗi khi Tết đến xuân về nhưng bên cạnh đó vẫn vướng phải luồng tranh cãi, cho rằng bộ phim còn sử dụng nhiều cảnh "dung tục", chiêu mộ nhiều hot girl.... Tuy nhiên, đạo diễn Bình Trọng khẳng định, phim đã được các cơ quan văn hoá kiểm duyệt, vậy nên việc cho rằng sử dụng chiêu trò, cảnh nóng câu view là khá nặng nề.